# Storbritannien i olympiska sommarspelen 1980
Storbritannien deltog i de olympiska sommarspelen 1980 med en trupp bestående av 219 deltagare, 148 män och 70 kvinnor, vilka deltog i 145 tävlingar i 14 sporter. Landet deltog inte i den av USA ledda bojkotten mot spelen, men visade sitt stöd genom att tävla under den olympiska flaggan istället för den egna flaggan. Storbritannien slutade på nionde plats i medaljligan, med fem guldmedaljer och 21 medaljer totalt.

## Medaljer
| Medalj | Namn | Sport     | Gren                           |
| ------ | --- | --------- | ------------------------------ |
| 1      | Allan Wells | Friidrott | Herrarnas 100 meter            |
| 1      | Steve Ovett | Friidrott | Herrarnas 800 meter            |
| 1      | Sebastian Coe | Friidrott | Herrarnas 1 500 meter          |
| 1      | Daley Thompson | Friidrott | Herrarnas tiokamp              |
| 1      | Duncan Goodhew | Simning   | Herrarnas 100 meter bröstsim   |
| 2      | Allan Wells | Friidrott | Herrarnas 200 meter            |
| 2      | Sebastian Coe | Friidrott | Herrarnas 800 meter            |
| 2      | Neil Adams | Judo      | Herrarnas lättvikt             |
| 2      | Duncan McDougall Allan Whitwell Henry Clay Chris Mahoney Andrew Justice John Pritchard Malcolm McGowan Richard Stanhope Colin Moynihan | Rodd      | Herrarnas åtta med styrman     |
| 2      | Sharron Davies | Simning   | Damernas 400 meter medley      |
| 2      | Helen Jameson Margaret Kelly Ann Osgerby June Croft                                                                                    | Simning   | Damernas 4 x 100 meter medley  |
| 2      | Philip Hubble | Simning   | Herrarnas 200 meter fjäril     |
| 3      | Tony Willis | Boxning   | Lätt weltervikt                |
| 3      | Heather Hunte Kathy Smallwood Beverley Goddard Sonia Lannaman                                                                          | Friidrott | Damernas 4 x 100 meter stafett |
| 3      | Linsey MacDonald Michelle Probert Joslyn Hoyte-Smith Donna Hartley                                                                     | Friidrott | Damernas 4 x 400 meter stafett |
| 3      | Steve Ovett | Friidrott | Herrarnas 1 500 meter          |
| 3      | Gary Oakes | Friidrott | Herrarnas 400 meter häck       |
| 3      | Arthur Mapp | Judo      | Herrarnas öppna klass          |
| 3      | Charles Wiggin Malcolm Carmichael | Rodd      | Herrarnas tvåa utan styrman    |
| 3      | John Beattie Ian McNuff David Townsend Martin Cross                                                                                    | Rodd      | Herrarnas fyra utan styrman    |
| 3      | Gary Abraham Duncan Goodhew David Lowe Martin Smith                                                                                    | Simning   | Herrarnas 4 x 100 meter medley |

## Boxning
Flugvikt
- Keith Wallace
  1. Första omgången — Bye
  2. Andra omgången — Förlorade mot Daniel Radu (Rumänien) på poäng (1-4)

Bantamvikt
- Raymond Gilbody
  1. Första omgången — Bye
  2. Andra omgången — Besegrade João Luis de Almeida (Angola) på poäng (5-0)
  3. Tredje omgången — Förlorade mot Daniel Zaragoza (Mexiko) på poäng (1-4)

Fjädervikt
- Peter Joseph Hanlon
  1. Första omgången — Bye
  2. Andra omgången — Besegrade Antonio Esparragoza (Venezuela) på poäng (4-1)
  3. Tredje omgången — Förlorade mot Viktor Rybakov (Sovjetunionen) på poäng (0-5)

Lättvikt
- George Gilbody
  1. Första omgången — Bye
  2. Andra omgången — Besegrade Blackson Siukoko (Zambia) på poäng (4-1)
  3. Kvartsfinal — Förlorade mot Richard Nowakowski (Östtyskland) på poäng (5-0)

Lätt weltervikt
- Anthony Willis → Brons
  1. Första omgången — Besegrade Jaime Soares França (Brasilien) på poäng (5-0)
  2. Andra omgången — Besegrade Shadrach Odhiambo (Sverige) på poäng (5-0)
  3. Kvartsfinal — Besegrade William Lyimo (Tanzania) efter knock-out i tredje omgången
  4. Semifinal — Förlorade mot Patrizio Oliva (Italien) på poäng (0-5)

## Bågskytte
Damernas individuella tävling
- Gillian Patterson — 2216 poäng (→ 22:a plats)
- Christine Harris — 2187 poäng (→ 25:e plats)

Herrarnas individuella tävling
- Mark Blenkarne — 2446 poäng (→ 4:e plats)
- Dennis Savory — 2407 poäng (→ 13:e plats)

## Cykling
Herrarnas linjelopp
- John Herety
- Jeff Williams
- Neil Martin
- Joseph Waugh

Herrarnas lagtempolopp
- Robert Downs
- Des Fretwell
- Steve Jones
- Joseph Waugh

Herrarnas sprint
- Terrence Tinsley

Herrarnas tempolopp
- Terrence Tinsley

Herrarnas förföljelse
- Sean Yates

Herrarnas lagförföljelse
- Tony Doyle
- Malcolm Elliott
- Glen Mitchell
- Sean Yates

## Friidrott
Herrarnas 100 meter
- Allan Wells
  - Heat — 10,35
  - Kvartsfinal — 10,11
  - Semifinal — 10,27
  - Final — 10,25 (→  Guld)

- Cameron Sharp
  - Heat — 10,38
  - Kvartsfinal — 10,38
  - Semifinal — 10,60 (→ Gick inte vidare)

- Drew McMaster
  - Heat — 10,43
  - Kvartsfinal — 10,42 (→ Gick inte vidare)

Herrarnas 800 meter
- Steve Ovett
  - Heat — 1:49,4
  - Semifinal — 1:46,6
  - Final — 1:45,4 (→  Guld)

- Sebastian Coe
  - Heat — 1:48,5
  - Semifinal — 1:46,7
  - Final — 1:45,9 (→  Silver)

- Dave Warren
  - Heat — 1:49,9
  - Semifinal — 1:47,2
  - Final — 1:49,3 (→ 8:e plats)

Herrarnas 1 500 meter
- Sebastian Coe
  - Heat — 3:40,1
  - Semifinal — 3:39,4
  - Final — 3:38,4 (→  Guld)

- Steve Ovett
  - Heat — 3:36,8
  - Semifinal — 3:43,1
  - Final — 3:39,0 (→  Brons)

- Steve Cram
  - Heat — 3:44,1
  - Semifinal — 3:43,6
  - Final — 3:41,0 (→ 8:e plats)

Herrarnas 10 000 meter
- Brendan Foster
  - Heat — 28:55,2
  - Final — 28:22,6 (→ 11:e plats)

- Mike McLeod
  - Heat — 28:57,3
  - Final — 28:40,8 (→ 12:e plats)

- Geoffrey Smith
  - Heat — 30:00,1 (→ Gick inte vidare)

Herrarnas maraton
- David Black
  - Final — fullföljde inte (→ ingen placering)

- Bernie Ford
  - Final — fullföljde inte (→ ingen placering)

- Ian Thompson
  - Final — fullföljde inte (→ ingen placering)

Herrarnas 4 x 400 meter stafett
- Alan Bell, Terry Whitehead, Rod Milne och Glen Cohen
  - Heat — 3:05,9
  - Final — fullföljde inte (→ ingen placering)

Herrarnas 110 meter häck
- Wilbert Greaves
  - Heat — 13,85
  - Semifinal — 13,98 (→ Gick inte vidare)

- Mark Holtom
  - Heat — 13,83
  - Semifinal — 13,94 (→ Gick inte vidare)

Herrarnas 400 meter häck
- Gary Oakes
  - Heat — 50,39
  - Semifinal — 50,07
  - Final — 49,11 (→  Brons)

Herrarnas 3 000 meter hinder
- Colin Reitz
  - Heat — 8:35,3
  - Semifinal — 8:29,8 (→ Gick inte vidare)

- Roger Hackney
  - Heat — 8:36,4
  - Semifinal — 8:29,2 (→ Gick inte vidare)

- Tony Staynings
  - Heat — 8:47,5
  - Semifinal — 8:52,3 (→ Gick inte vidare)

Herrarnas stavhopp
- Brian Hooper
  - Kval — 5,35 m
  - Final — 5,35 m (→ 11:e plats)

Herrarnas höjdhopp
- Mark Naylor
  - Kval — 2,21 m
  - Final — 2,21 m (→ 9:e plats)

Herrarnas tresteg
- Keith Connor
  - Kval — 16,57 m
  - Final — 16,87 m (→ 4:e plats)

Herrarnas kulstötning
- Geoff Capes
  - Kval — 19,75 m
  - Final — 20,50 m (→ 5:e plats)

Herrarnas spjutkastning
- David Ottley
  - Kval — 77,20 m (→ Gick inte vidare, 14:e plats)

Herrarnas släggkastning
- Chris Black
  - Kval — 66,74 m (→ Gick inte vidare, 14:e plats)

- Paul Dickenson
  - Kval — 64,22 m (→ Gick inte vidare, 15:e plats)

Herrarnas tiokamp
- Daley Thompson
  - Final — 8495 poäng (→  Guld)

- Bradley McStravick
  - Final — 7616 poäng (→ 15:e plats)

Herrarnas 20 km gång
- Roger Mills
  - Final — 1:32:37,8 (→ 10:e plats)

Herrarnas 50 km gång
- Ian Richards
  - Final — 4:22:57 (→ 11:e plats)

Damernas 100 meter
- Kathy Smallwood-Cook
  - Heat — 11,37
  - Kvartsfinal — 11,24
  - Semifinal — 11,30
  - Final — 11,28 (→ 6:e plats)

- Heather Hunte-Oakes
  - Heat — 11,40
  - Kvartsfinal — 11,25
  - Semifinal — 11,36
  - Final — 11,34 (→ 8:e plats)

- Sonia Lannaman
  - Heat — 11,58
  - Kvartsfinal — 11,20
  - Semifinal — 11,38 (→ Gick inte vidare)

Damernas 800 meter
- Christina Boxer-Cahill
  - Heat — 2:02,1
  - Semifinal — 2:00,9 (→ Gick inte vidare)

Damernas 1 500 meter
- Janet Marlow
  - Heat — 4:15,9 (→ Gick inte vidare)

Damernas 100 meter häck
- Shirley Strong
  - Heat — 13,39
  - Semifinal — 13,12 (→ Gick inte vidare)

- Lorna Boothe
  - Heat — 13,86 (→ Gick inte vidare)

Damernas höjdhopp
- Louise Miller
  - Kval — 1,88 m
  - Final — 1,85 m (→ 11:e plats)

Damernas längdhopp
- Susan Hearnskaw
  - Kval — 6,66 m
  - Final — 6,50 m (→ 9:e plats)

- Sue Reeve
  - Kval — 6,48 m
  - Final — 6,46 m (→ 10:e plats)

Damernas diskuskastning
- Meg Ritchie
  - Kval — 58,66 m
  - Final — 61,16 m (→ 9:e plats)

Damernas spjutkastning
- Tessa Sanderson
  - Kval — 48,76 m (→ Gick inte vidare)

- Fatima Whitbread
  - Kval — 47,44 m (→ Gick inte vidare)

Damernas kulstötning
- Angela Littlewood
  - Final — 17,53 m (→ 13:e plats)

Damernas femkamp
- Judy Livermore — 4304 poäng (→ 13:e plats)
  1. 100 meter — 13,57 s
  2. Kulstötning — 13,56 m
  3. Höjdhopp — 1,77 m
  4. Längdhopp — 5,71 m
  5. 800 meter — 2:25,30

- Susan Longden — 4234 poäng (→ 15:e plats)
  1. 100 meter — 14,10 s
  2. Kulstötning — 11,47 m
  3. Höjdhopp — 1,74 m
  4. Längdhopp — 6,09 m
  5. 800 meter — 2:19,60

- Yvette Wray — 4159 poäng (→ 16:e plats)
  1. 100 meter — 13,78 s
  2. Kulstötning — 12,01 m
  3. Höjdhopp — 1,65 m
  4. Längdhopp — 5,60 m
  5. 800 meter — 2:15,90

## Fäktning
Herrarnas florett
- Pierre Harper
- Rob Bruniges

Herrarnas lagtävling i florett
- John Llewellyn, Steven Paul, Rob Bruniges, Pierre Harper

Herrarnas värja
- Steven Paul
- John Llewellyn
- Neal Mallett

Herrarnas lagtävling i värja
- Steven Paul, John Llewellyn, Neal Mallett, Rob Bruniges

Herrarnas sabel
- Mark Slade

Herrarnas lagtävling i sabel
- Ann Brannon
- Linda Ann Martin
- Susan Wrigglesworth

Damernas lagtävling i florett
- Susan Wrigglesworth, Ann Brannon, Wendy Ager-Grant, Linda Ann Martin, Hilary Cawthorne

## Modern femkamp
Herrarnas individuella tävling
- Robert Nightingale — 5,168 poäng, 15:e plats
- Peter Whiteside — 5,085 poäng, 21:e plats
- Nigel Clark — 4,809 poäng, 33:e plats

Herrarnas lagtävling
- Nightingale, Whiteside och Clark — 15,062 poäng, 8:e plats

## Rodd
Herrarnas singelsculler
- Hugh Matheson
  - (→ 6:e plats)

Herrarnas dubbelsculler
- James Clark, Chris Baillieu
  - (→ 4:e plats)

Herrarnas tvåa utan styrman
- Malcolm Carmichael,  Charles Wiggin
  - (→ Brons)

Herrarnas tvåa med styrman
- N Christie, J Macleod, D Webb
  - (→ 9:e plats)

Herrarnas fyra utan styrman
- John Beattie, David Townsend, Ian McNuff, Martin Cross
  - (→ Brons)

Herrarnas fyra med styrman
- Leonard Robertson, C Seymour, J Roberts, G A Rankine, A F Inns
  - (→ 7:e plats)

Herrarnas åtta med styrman
- Henry Clay, Andrew Justice, Chris Mahoney, Duncan McDougall, Malcolm McGowan, John Pritchard, Richard Stanhope, Allan Whitwell, Colin Moynihan
  - (→ Silver)

Damernas singelsculler
- B Mitchell
  - (→ 5:e plats)

Damernas dubbelsculler
- S Hanscombe, A Ayling
  - (→ 7:e plats)

Damernas fyra med styrman
- P Janson, B Buckley, P Bird-Hart, J Cross, S Brown
  - (→ 6:e plats)

Damernas åtta med styrman
- G Hodges, J Toch, P Sweet, L Clark, E Paton, R Clugston, N Boyes, B Jones, P Wright
  - (→ 5:e plats)

## Simhopp
Herrarnas 3 m
- Christopher Snode
  - Kval — 557,10 poäng (→ 5:e plats)
  - Final — 844,470 poäng (→ 6:e plats)

Herrarnas 10 m
- Christopher Snode
  - Kval — 468,21 poäng (→ 9:e plats, gick inte vidare)

- Martyn Brown
  - Kval — 380,91 poäng (→ 19:e plats, gick inte vidare)